# Théière de l'Utah
 (décembre 2023).
Si vous disposez d'ouvrages ou d'articles de référence ou si vous connaissez des sites web de qualité traitant du thème abordé ici, merci de compléter l'article en donnant les références utiles à sa vérifiabilité et en les liant à la section « Notes et références ».

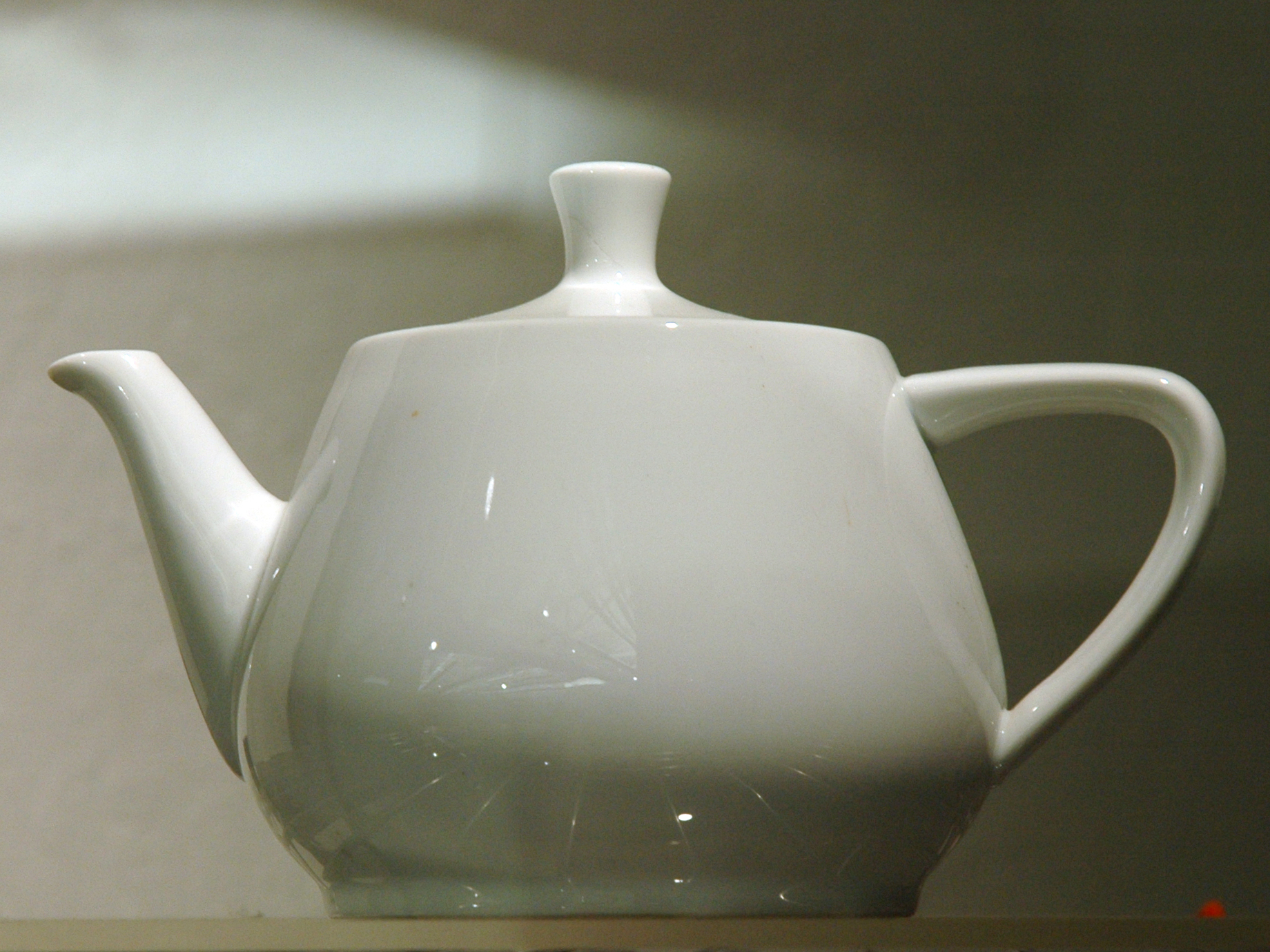
La théière de Martin Newell exposée au musée l'Histoire de l'ordinateur.

La théière de l'Utah (anglais : Utah teapot ou Newell teapot) est un modèle utilisé dans la synthèse d'image 3D qui est devenu un objet standard de référence dans la communauté de la synthèse d'image. Il s'agit du modèle mathématique d'une théière ordinaire qui est simple, ronde, solide, et partiellement convexe.

## Histoire

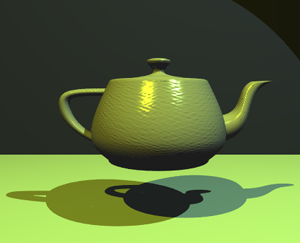
La théière de l'Utah.

En 1974 l'informaticien Martin Newell, alors doctorant à l'université de l'Utah dans le domaine de l'infographie, avait besoin du modèle mathématique assez simple d'un objet familier pour ses travaux. Au cours d’une conversation avec son épouse, Sandra Newell, celle-ci lui suggéra de prendre pour modèle leur propre service à thé. Il se procura du papier à dessin, un crayon, et dessina à vue une esquisse de ce service à thé. Puis, il se rendit à son laboratoire et édita les points de contrôle de Bézier sur un tube cathodique à mémoire Tektronix, là encore à la main. Furent numérisées une tasse, sa soucoupe et sa cuillère mais seule la fameuse théière, de marque Melitta, connaîtra un usage répandu. Une cruche à lait aurait également été modélisée, mais les données ont été perdues.
En 1975 Martin Newell utilise son modèle de théière comme modèle de référence pour ces travaux . La forme de la théière contient un certain nombre d'éléments qui en font un objet idéal pour les expériences graphiques : elle est ronde, contient des extremas, a un genre supérieur à zéro (à cause de l’anse), peut projeter une ombre sur elle-même, et est d'apparence satisfaisante même sans utiliser une texture de surface complexe.
Newell produisit les données mathématiques qui décrivent la géométrie de la théière (un ensemble de coordonnées 3D) publiquement disponibles, et très tôt, d'autres chercheurs commencèrent à utiliser ces mêmes données pour leurs propres expériences graphiques. Ces chercheurs avaient les mêmes besoins que Newell, et l'utilisation de la théière leur évita une laborieuse numérisation d'un autre objet ayant les mêmes caractéristiques. Bien que les techniques de numérisation 3D aient énormément évolué depuis 1975, de sorte qu'elle ne présente aujourd'hui que peu de difficultés, la théière est encore utilisée comme objet de référence y compris pour des techniques avancées dans le domaine de la synthèse d'image.
La théière d'origine n'ayant pas besoin d'être vue du dessous, son modèle ne comprenait pas de surface pour représenter sa base. Par la suite, d'autres versions du modèle intégrèrent une base.
La véritable théière est plus haute (d'un rapport de 4:3) que le modèle virtuel. Une explication répandue de ce fait est que le tampon de trame de l'ordinateur de Newell utilisait des pixels rectangulaires. Plutôt que d'avoir une image déformée, James Blinn, un collègue de Newell, aurait alors aplati le modèle pour qu'il apparaisse avec les bonnes dimensions à l'écran. Le modèle fut ainsi diffusé aux utilisateurs d'autres systèmes. Cette explication a cependant été contredite par James Blinn lui-même, selon qui le modèle fut redimensionné verticalement durant une démonstration en laboratoire, pour montrer que le modèle pouvait être manipulé. Lui et ses collègues avaient alors aimé la nouvelle allure de l'objet et avaient sauvegardé le fichier tel quel.
Depuis 1990, la théière de l'Utah se trouve au musée de l'Histoire de l'ordinateur à Mountain View en Californie.

## Applications
Plusieurs versions du modèle de la théière, ou de scènes contenant la théière, ont été distribuées librement ou non pour presque tous les programmes de rendu ou de synthèse graphique, comme 3D Turbo, AutoCAD, POV-Ray, OpenGL, Direct3D, et 3D Studio Max.  En supplément des traditionnels cubes et sphères, la bibliothèque GLUT (en) propose une fonction glutSolidTeapot() comme primitive graphique. BeOS comporte une petite démonstration d'une théière 3D en rotation. C'est aussi le cas d'Haiku.